# Adrien Perez
Adrien Alfredo Perez (Los Angeles, 13 ottobre 1995) è un calciatore statunitense, attaccante del Louisville City.

## Caratteristiche tecniche
È un centravanti.

## Carriera
Dopo un percorso calcistico che lo vede militare anche in USL League Two con la maglia del Golden State Force, nel 2019 viene tesserato dal Los Angeles FC militante in MLS; debutta nella massima divisione statunitense il 17 marzo in occasione dell'incontro pareggiato 2-2 contro il New York City mentre l'8 settembre realizza la sua prima rete, aprendo le marcature nel pareggio per 2-2 contro l'Orlando City.
Nel draft 2021 viene selezionato dal D.C. United firmando ufficialmente il 6 gennaio.

## Statistiche
Statistiche aggiornate al 27 luglio 2021.

### Presenze e reti nei club
| Stagione        | Squadra            | Campionato      | Campionato | Campionato | Coppe nazionali | Coppe nazionali | Coppe nazionali | Coppe continentali | Coppe continentali | Coppe continentali | Altre coppe | Altre coppe | Altre coppe | Totale | Totale | Totale |
| Stagione        | Squadra            | Comp            | Pres       | Reti       | Comp            | Pres            | Reti            | Comp               | Pres               | Reti               | Comp        | Pres        | Reti        | Pres   | Reti   |        |
| --------------- | ------------------ | --------------- | ---------- | ---------- | --------------- | --------------- | --------------- | ------------------ | ------------------ | ------------------ | ----------- | ----------- | ----------- | ------ | ------ | ------ |
| 2016            | Golden State Force | USL2            | 4          | 1          | USCup           | 0               | 0               |                    | -                  | -                  |             | -           | -           | 4      | 1      |        |
| 2018            | Golden State Force | USL2            | 3          | 1          | USCup           | 1               | 0               |                    | -                  | -                  |             | -           | -           | 4      | 1      |        |
| 2019            | Los Angeles FC     | MLS             | 13         | 1          | USCup           | 0               | 0               |                    | -                  | -                  |             | -           | -           | 13     | 1      |        |
| 2020            | Los Angeles FC     | MLS             | 10         | 0          |                 | -               | -               | CCL                | 2                  | 0                  |             | -           | -           | 12     | 0      |        |
| 2021            | D.C. United        | MLS             | 13         | 0          |                 | -               | -               |                    | -                  | -                  |             | -           | -           | 13     | 0      |        |
| Totale carriera | Totale carriera    | Totale carriera | 43         | 3          |                 | 1               | 0               |                    | 2                  | 0                  |             | -           | -           | 46     | 3      |        |